# Мугалжарский район
Мугалжарский район (каз. Мұғалжар ауданы) — административно-территориальная единица второго уровня в Актюбинской области Казахстана. Административный центр района — город Кандыагаш.
Аким — Шериязданов Аскар Турарович работает в данной должности с июля 2019 года.
Район образован 17 июня 1997 года в результате объединения Мугоджарского и Октябрьского районов, занимает территорию 27,8 тыс. км² (9,2 % территории области). Мугалжарский район расположен в центральной части области, на севере граничит с Алгинским и Хромтауским районами, на юге с Байганинским и Шалкарским районами, на западе с Темирским районом и на востоке с Айтекебийским районом.
Население — 67,4 тыс. человек (8 % населения области), из них экономически активное населения составляет 38,5 тыс. человек.
Районный центр г. Кандыагаш расположен на расстоянии 90 км от областного центра, в нём проживает 33,7 тыс. человек.
В административно-территориальный состав Мугалжарского района входят 3 города (Кандыагаш, Эмба, Жем) и 12 сельских округов (Аккемирский, Ащесайский, Батпаккольский, Егиндибулакский, Енбекский, Журунский, имени К. Жубанова, Кайиндинский, Кумжарганский, Кумсайский, Талдысайский и село Мугалжар), где находятся 38 сельских населённых пунктов.
Название района связано с одноимёнными горами.

## История
Впервые был образован 14 апреля 1921 года под названием Темирский район в составе Актюбинской области. 5 июля 1925 года был преобразован в Темирский уезд. Вновь Темирский район образован 3 сентября 1928 года в составе Актюбинского округа. В 1930 году перешёл в прямое подчинение Казакской АССР. В 1932 году отошёл к Актюбинской области. 31 января 1966 года переименован в Кандагачский район, а 11 января 1967 года переименован в Октябрьский район.
17 июня 1997 года Указом Президента Казахстана Октябрьский район был переименован в Мугалжарский район.

## Административно-территориальное деление района
| №  | Наименование сельского округа/города | Административный центр | Сельские населенные пункты                                |
| -- | ------------------------------------ | ---------------------- | --------------------------------------------------------- |
| 1  | г. Кандыагаш                         | г. Кандыагаш           |                                                           |
| 2  | г. Эмба                              | г. Эмба                |                                                           |
| 3  | г. Жем                               | г. Жем                 |                                                           |
| 4  | Аккемирский с/о                      | Аккемир                | Аккемир, Елек, Жарык, Котибар, Коктобе                    |
| 5  | Ащесайский с/о                       | Ащесай                 | Ащесай, Аксу, Сабындыколь                                 |
| 6  | Батпаккольский с/о                   | Жагабулак              | Жагабулак, Жаркемер, Кожасай, Сага                        |
| 7  | Егиндибулакский с/о                  | Булакты                | Булакты, Миялыколь                                        |
| 8  | Енбекский с/о                        | Сагашили               | Сагашили, Басшили, Тепсен-Карабулак, Темирмост            |
| 9  | Журунский с/о                        | Журун                  | Журун, Кобелей, Колденен-Темир, Опытное, Изимбет, рзд. 53 |
| 10 | с/о им. К. Жубанова                  | Каракол                | Каракол, Жанатурмыс                                       |
| 11 | Кайиндинский с/о                     | Кайинды                | Кайинды, Алтынды                                          |
| 12 | Кумжарганский с/о                    | Бирлик                 | Бирлик, Кумжарган, Кумсай, Шенгельши                      |
| 13 | Кумсайский с/о                       | Кумсай                 | Кумсай, Жамбыл                                            |
| 14 | село Мугалжар                        | Мугалжар               | Мугалжар, рзд. 57 (Тас)                                   |
| 15 | Талдысайский с/о                     | Талдысай               | Талдысай, Енбек                                           |

## Население
Национальный состав (на начало 2019 года):
- казахи — 62 113 чел. (92,13 %)
- русские — 3647 чел. (5,41 %)
- украинцы — 559 чел. (0,83 %)
- татары — 395 чел. (0,59 %)
- немцы — 130 чел. (0,19 %)
- чеченцы — 93 чел. (0,14 %)
- корейцы — 73 чел. (0,11 %)
- башкиры — 69 чел. (0,10 %)
- узбеки — 48 чел. (0,07 %)
- другие — 289 чел. (0,43 %)
- всего — 67 416 чел. (100,00 %)

## Полезные ископаемые
На территории района находится Ащисайское нефтегазовое месторождение.